# Phalaenopsis doweryensis
Phalaenopsis doweryensis là một loài thực vật có hoa trong họ Lan. Loài này được Garay & Christenson mô tả khoa học đầu tiên năm 2001.